# 西安福胡同
39°54′18″N 116°22′32″E / 39.90510°N 116.37567°E
西安福胡同是位于中国北京市西城区东部的一条胡同。

## 简介
西安福胡同原来东起北新华街，西到宣武门内大街。明朝称“安富胡同”或“安福胡同”。1914年，开辟北新华街，并以该街为界，将安福胡同分为东、西两段。因为此段在西，1965年定名为“西安福胡同”。东段则定名为东安福胡同。
西安福胡同西端，1990年代因兴建首都时代广场而被拆除。2000年代，随着国家电力公司大楼（今为国家电力监管委员会大楼）、中共中央组织部办公楼的陆续兴建，西安福胡同被自西向东逐步拆除。西安福胡同后来仅剩东段，且路北建筑基本被拆光。